# Juegos de Tuvalu

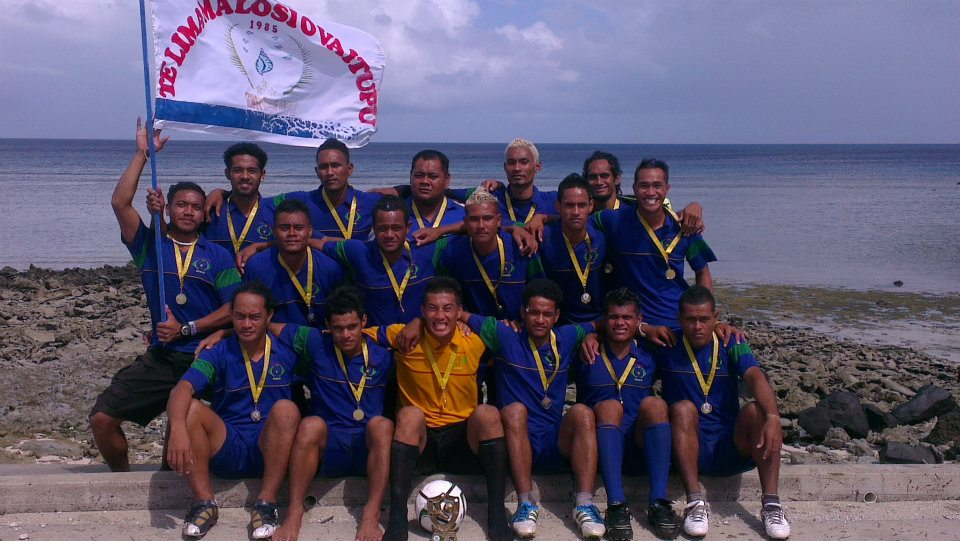
FC Tofaga, ganadores de los Juegos de Tuvalu 2012

Los Juegos de Tuvalu son una competición de fútbol disputada durante el receso de las ligas y que forma parte de las 4 copas del país insular, junto con la Copa Navidad, la Independencia y la NBT.
Se disputa desde 2008 y el club más ganador es el Manu Laeva con 5 títulos.

## Palmarés
| Año     | Campeón       | Subcampeón     | Marcador     |
| ------- | ------------- | -------------- | ------------ |
| 2008    | FC Manu Laeva | Lakena United  | 1–0          |
| 2009    | FC Manu Laeva | FC Tofaga      | 3–1          |
| 2010    | FC Tofaga     | Nauti FC       | 2–1          |
| 2011    | FC Manu Laeva | FC Tofaga      | 3–1          |
| 2012    | FC Tofaga     | Tamanuku       | 2–1          |
| 2013    | FC Tofaga     | Nauti FC       | 1–0          |
| 2014    | FC Manu Laeva | Ha'apai United | 2–0          |
| 2015    | No disputado  | No disputado   | No disputado |
| 2016    | No disputado  | No disputado   | No disputado |
| 2017    | FC Manu Laeva | Nauti FC       | 1–0          |
| 2018-20 | No disputado  | No disputado   | No disputado |

## Títulos por equipo
| Club           | Títulos | Subtítulos | Años campeón                 | Años subcampeón  |
| -------------- | ------- | ---------- | ---------------------------- | ---------------- |
| FC Manu Laeva  | 5       | -          | 2008, 2009, 2011, 2014, 2017 | -----            |
| FC Tofaga      | 3       | 2          | 2010, 2012, 2013             | 2009, 2011       |
| Nauti FC       | -       | 3          | ----                         | 2010, 2013, 2017 |
| Lakena United  | -       | 1          | ----                         | 2008             |
| Ha'apai United | -       | 1          | ----                         | 2014             |
| Tamanuku       | -       | 1          | ----                         | 2012             |